# Donnie McLeod
Donnie Mcleod (16 juni 1955) is een Schots voormalig motorcoureur. 
Donnie McLeod reed zijn eerste wedstrijden in 1976 op een 200cc-Triumph Tiger Cub. In 1978 werd hij met een zelfgebouwde motorfiets kampioen van Schotland in de 250cc-klasse. In 1983 won het het Britse Starttrack 250cc-kampioenschap.
Toen hij begin jaren tachtig werd ontslagen als ontwerper-tekenaar ging hij zich meer op het wegracen richten.
In het seizoen 1983 en het seizoen 1984 nam hij met een Yamaha TZ 250 deel aan het wereldkampioenschap wegrace. 
Eind 1984 werd hij door teammanger Chas Mortimer opgenomen in het Silverstone-Armstrong-team. Met geld van het circuit van Silverstone en een experimenteel frame van Armstrong wilde men successen bereiken in de 250cc-klasse, maar daarvoor was het Rotax-blok niet sterk genoeg. McLeod scoorde met de machine wel zijn beste raceresultaat: tweede in de GP van België van 1986. In het seizoen 1987 begon hij met een Honda RS 250-productieracer, maar hij werd opgenomen in het EMC-team van Dr. Joe Ehrlich. Ook de EMC had echter een Rotax-blok en McLeod scoorde er slechts vier punten mee. In het seizoen 1988 werd het team wat professioneler en kreeg men ook meer sponsoring van 7Up. McLeod scoorde zijn beste resultaat: twaalfde in de 250cc-klasse. Hij reed een aantal wedstrijden in de 500cc-klasse als stand-in coureur voor de Amerikaanse film Race for Glory. Dat deed hij met een Honda RS 500 waarschijnlijk in bruikleen van het team van Chas Mortimer en Takazumi Katayama óf van Claude Fior. 
Aan het einde van dit seizoen besloot Donnie McLeod zijn carrière te beëindigen. Hij was 33 jaar oud en had tijdens de training van de GP van Tsjecho-Slowakije een rib gebroken, de eerste echte blessure van zijn loopbaan. Hij breidde zijn kennis van het technisch ontwerpen uit door computercursussen te volgen en ging doceren aan de Edinburgh Napier University. Later zette hij zijn eigen bedrijf in management consulting op.

## Wereldkampioenschap wegrace resultaten
|                           | 1e | 2e | 3e | 4e | 5e | 6e | 7e | 8e | 9e | 10e | 11e | 12e | 13e | 14e | 15e |
| Puntentelling tot 1988:   | 15 | 12 | 10 | 8  | 6  | 5  | 4  | 3  | 2  | 1   |     |     |     |     |     |
| Puntentelling vanaf 1988: | 20 | 17 | 15 | 13 | 11 | 10 | 9  | 8  | 7  | 6   | 5   | 4   | 3   | 2   | 1   |

| Jaar | Klasse | Team                  | Motorfiets             | 1       | 2       | 3       | 4       | 5       | 6       | 7      | 8       | 9       | 10      | 11     | 12      | 13      | 14      | 15     | Punten | Plaats | Overwinningen |
| ---- | ------ | --------------------- | ---------------------- | ------- | ------- | ------- | ------- | ------- | ------- | ------ | ------- | ------- | ------- | ------ | ------- | ------- | ------- | ------ | ------ | ------ | ------------- |
| 1983 | 250 cc | Privé                 | Yamaha TZ 250          | ZAF -   | FRA -   | NAT -   | DUI 25  | SPA DNF | OOS 15  | JOE -  | NED 10  | BEL 24  | GBR 19  | ZWE 12 |         |         |         |        | 1      | 30e    | 0             |
| 1984 | 250 cc | Privé                 | Yamaha TZ 250          | ZAF DNQ | NAT 5   | SPA DNF | OOS 17  | DUI DNF | FRA 8   | JOE 15 | NED DNF | BEL DNF | GBR 15  | ZWE 14 | SMR 9   |         |         |        | 11     | 18e    | 0             |
| 1985 | 250 cc | Silverstone-Armstrong | Armstrong-Rotax 250    | ZAF 19  | SPA DNF | DUI 6   | NAT DNF | OOS 19  | JOE DNF | NED 6  | BEL DNF | FRA DNS | GBR DNQ | ZWE 7  | SMR DNF |         |         |        | 14     | 14e    | 0             |
| 1986 | 250 cc | Silverstone-Armstrong | Armstrong-Rotax 250    | SPA 7   | NAT DNF | DUI 8   | OOS DNF | JOE 15  | NED 4   | BEL 2  | FRA DNF | GBR 15  | ZWE DNF | SMR 12 |         |         |         |        | 27     | 10e    | 0             |
| 1987 | 250 cc | Privé                 | Honda RS 250           | JAP DNF | SPA DNF | DUI DNF |         |         |         |        |         |         |         |        |         |         |         |        | 4      | 22e    | 0             |
| 1987 | 250 cc | EMC                   | EMC-Rotax 250          |         |         |         | NAT 14  | OOS 19  | JOE 16  | NED 14 | FRA 9   | GBR 12  | ZWE 9   | TSL 11 | SMR 15  | POR DNF | BRA -   | ARG -  | 4      | 22e    | 0             |
| 1987 | 500 cc | Suzuki                | Suzuki RGV 500         | JAP -   | SPA -   | DUI 15  | NAT -   | OOS -   | JOE -   | NED -  | FRA -   | GBR -   | ZWE -   | TSL -  | SMR -   | POR -   | BRA -   | ARG -  | 0      | -      | 0             |
| 1988 | 250 cc | 7Up-EMC               | EMC-Rotax 250          | JAP 17  | VST 18  | SPA 8   | POR 12  | NAT 11  | DUI 4   | OOS 16 | NED 14  | BEL 12  | JOE DNF | FRA 12 | GBR 10  | ZWE DNF | TSL DNF | BRA 15 | 47     | 12e    | 0             |
| 1988 | 500 cc | Privé                 | "Samurai" Honda RS 500 | JAP -   | VST -   | SPA -   | POR -   | NAT -   | DUI -   | OOS -  | NED -   | BEL 13  | JOE 13  | FRA 16 | GBR -   | ZWE -   | TSL -   | BRA 13 | 9      | 23e    | 0             |